# Даль, Роальд
Роальд Даль (в некоторых переводах — Роалд Дал; англ. Roald Dahl; 13 сентября 1916, Кардифф — 23 ноября 1990, Оксфорд) — британский писатель, автор романов, сказок и новелл, поэт и сценарист. Обладатель многочисленных наград и премий по литературе. Его рассказы знамениты неожиданными концовками, а детские книги — отсутствием сентиментальности и часто — чёрным юмором.

## Биография

### Детство и юность
Роальд Даль родился в Вилла Мари (англ. Villa Marie) на Фэруотер-Роуд в Лландаффе (Кардифф, Уэльс, Британская империя) 13 сентября 1916 года в семье выходцев из Норвегии Харальда Даля (1863—1920) и Софи Магдалены Даль (урождённой Хессельберг, 1885—1967). Отец был родом из Сарпсборга и перебрался в Англию в 1880-х. Софи перебралась туда в 1911 году и в тот же год вышла замуж за Харальда. Роальд назван в честь полярника Руаля Амундсена, национального героя Норвегии. У него было три сестры — Астри, Альфхильд и Эльза. Рождённые в Англии и с детства говорящие на английском языке Даль и его сёстры дома, с родителями, общались на норвежском. При рождении все четверо были крещены в Норвежской церкви Кардиффа, прихожанами которой были их родители.
В 1920 году, когда Роальду было три года, его старшая сестра, 7-летняя Астри умерла от аппендицита, а спустя несколько недель на рыболовецком судне в Антарктике в возрасте 57 лет умер отец семейства, заболев пневмонией. Овдовевшая мать Роальда, Софи, вынашивавшая в то время младшую дочь Асту, осталась одна с детьми — Роальдом, его сёстрами Альфхильд и Эльзой, а также его сводной сестрой Эллен и сводным братом Луисом (по первому браку Харальда). Софи не стала возвращаться к родственникам в Норвегию и осталась в Англии, так как Харальд очень хотел, чтобы его дети получили образование в английских школах, которые он считал самыми лучшими.
Когда Далю исполнилось семь, мать отправила его учиться в Кафедральную школу Ллэндаффа, где он провёл два года. Однако жестокое обращение с детьми со стороны директора школы вынудило мать перевести мальчика в интернат Св. Петра в Уэстон-Сьюпер-Мэре, где он учился до 13 лет. Это была ближайшая частная школа, к которой можно было добраться на пароме через Бристольский канал. Время, проведённое в этой школе, было трудным для Даля. Он очень тосковал по дому и писал матери каждую неделю, но так и не рассказал ей об этом, находясь под давлением школьной цензуры. Только после смерти матери в 1967 году он узнал, что она сохранила все его письма, перевязав стопки конвертов зелёными лентами. Все свои детские приключения — издевательства учителей, персонала, Даль описал в книге «Мальчик» (1984).
Даль выделялся среди сверстников высоким ростом (взрослый Роальд Даль имел рост 1,98 м), успехами в крикете и плавании, но не в учёбе. Даль зачитывался Киплингом, Хаггардом, Хенти, впитывая героизм, мужественность и любовь к приключениям, которые позже повлияли на его жизнь и творчество.
В 1929-м, когда Далю исполнилось тринадцать, семья переехала в Кент. Даль продолжил обучение в школе Рептон (графство Дербишир). Рептон оказался ещё хуже, чем школа Св. Петра. Здесь процветала дедовщина — младшие школьники ходили в личных рабах у старшеклассников, устраивавших издевательства и пытки. Тот факт, что прежний директор школы Джеффри Фишер (впоследствии ставший Архиепископом Кентерберийским) — садист, лупивший детей деревянным бочарным молотком — двадцать лет спустя короновал Елизавету II в Вестминстерском аббатстве (1953), заставил Даля усомниться в существовании Бога. Царившие в Рептоне нравы будут описаны Далем в рассказе «Фоксли-Скакун».
Школьники Рептона получали время от времени по коробке шоколада от компании «Cadbury» для тестирования, и Даль загорелся идеей работы в изобретательском отделе шоколадной компании. Воспоминания о шоколаде привели его к созданию книги «Чарли и шоколадная фабрика».
После окончания колледжа (1934) Даль в составе группы школьников в качестве фотографа отправился исследовать Ньюфаундленд. Фотография — ещё одно серьёзное увлечение Даля и в последующие годы. Университетское образование Даля не прельстило, он избрал карьеру делового человека. Пройдя в Англии двухгодичное обучение в нефтяной компании «Шелл», он получил предложение отправиться в Египет, однако отказался. В 1936 году в качестве сотрудника «Шелл» Даль отбыл туда, куда хотел — в Восточную Африку, в Танганьику (ныне Танзания).
Как писал Даль (Going Solo — «Полёты в одиночку»), Восточная Африка подарила ему массу приключений. В дом могла заползти ядовитая змея (зелёная или чёрная мамба, чей укус смертелен), то и дело на людей нападали львы. Именно в Африке Даль получил свой первый гонорар, опубликовав в местной газете рассказ о том, как лев напал на женщину.

### Военное время
В 1939 году началась Вторая мировая война, все англичане встали на учёт и временно превратились в солдат Британии, осуществляющих надзор за выходцами из Германии. Начало Второй мировой войны застало Даля в Дар-эс-Саламе. Оттуда, проделав на стареньком «Форде» путь в шестьсот миль, он добрался до Найроби (Кения) и поступил добровольцем в Военно-воздушные силы Великобритании. Даль стал учиться управлять военными самолётами. После восьми недель начальной подготовки и шести месяцев лётного инструктажа в RAF посчитали Даля готовым к сражениям. Первый полёт Даля в 1940 году в район боевых действий привёл к крушению в Ливийской пустыне. Он вёл свой самолёт «Гладиатор», чтобы влиться в Эскадрилью-80 в Западной Пустыне (рассказ «Пустяковое дело»). Но координаты, которые ему дали, были ошибочными, и Даль совершил на исходе горючего вынужденную посадку. Шасси биплана зацепило валун, и нос «Гладиатора» врезался в песок. Даль смог выбраться из горящего самолёта, но ему пробило череп, он ослеп на многие дни. Его спасли трое из Суффолкского полка. Проведя много месяцев в различных армейских больницах, он вернулся на службу весной 1941 года. Даль летал в небе Греции, где подбил два немецких бомбардировщика, в Египте, в Палестине. Совершал в иные дни по несколько вылетов, но всё чаще его мучали головные боли. Из двадцати человек, проходивших вместе с Далем обучение, семнадцать были потом убиты.
Вскоре Даль был признан негодным к продолжению лётной службы вследствие полученного в Ливии ранения. Его отправили домой в Англию, где в 1942 году он получил назначение в Вашингтон в качестве помощника военного атташе посольства Великобритании. Там началась его писательская карьера. Побудил его к сочинительству романист С. С. Форестер, предложивший Далю попробовать в письменном виде рассказать о своих приключениях в воздухе и на земле. Несколько рассказов начинающего писателя были опубликованы сначала в газете Saturday Evening Post, а потом в журналах Harper’s Magazine, Ladies' Home Journal, Town and Country и других.
Среди обязанностей Даля была и антифашистская пропаганда — с целью заинтересовать американских союзников в помощи британцам. Даль написал рассказ о «неизвестном пилоте», потерпевшем крушение («Сбитый над Ливией», 1942), редакторы убедили его, что пилот должен быть сбит вражеской стрельбой. Другой рассказ (Gremlin Lore) повествовал о гремлинах, мифических существах, портящих самолёты RAF. Эта история понравилась Диснею, который хотел снимать фильм, но появилась только книга для детей Walt Disney: The Gremlins (A Royal Air Force Story by Flight Lieutenant Roald Dahl) — первая книга Даля. О лётчиках и первая книга Даля для взрослых (Over to You — «Перехожу на приём», 1945). Ноэл Кауард писал о ней в своём дневнике, что она «расшевелила самые глубокие чувства, которые владели мною во время войны и которые я очень боялся утратить». Война также вдохновила Роальда Даля на написание автобиографической книги «Полёты в одиночку».

### Послевоенное время
В 1945 году Даль вернулся в Англию к матери. Живя обычной жизнью рядом с Софи, он написал роман о возможной ядерной войне («Sometime Never», 1948). Роман провалился, но это была первая книга о ядерной угрозе, изданная в США после Хиросимы. Это единственная книга Даля, которая ни разу не переиздавалась.
В 1953 году издатель Альфред Кнопф увлёкся рассказами Даля и выпустил книгу его новелл («Someone Like You» — цикл рассказов «Собака Клода» и др.). На Даля обратили внимание критики, единодушно отмечавшие «демоническое» видение мира, сродни тому, что характерно для произведений классика английской литературы Саки (Гектор Хью Манро, 1870—1916), мастера мистификации и абсурда. «Нью-Йорк таймс» увидела в Дале писателя, которому свойственны «гротескное воображение, способность разглядеть анекдотическую ситуацию, оборачивающуюся самым неожиданным образом, жестокое чувство юмора, с каким лучше наносить раны, и точно рассчитанный, экономный стиль». Даль получил престижную премию Эдгара По (1954).
С конца 1950-х Даль продолжал начатые на старте творческой карьеры попытки утвердиться в качестве киносценариста. Им были написаны сценарии к фильмам «Живёшь только дважды» («You Only Live Twice», 1967) с Шоном Коннери в роли Джеймса Бонда (по роману Яна Флеминга, большого друга Даля) и «Читти-читти-бэнг-бэнг» («Chitty Chitty Bang Bang», 1968) по детской книге того же Флеминга. Всего по сценариям или произведениям Даля снято около двадцати телевизионных и полнометражных фильмов (среди режиссёров — Альфред Хичкок и Квентин Тарантино).
С выходом в свет в 1959 году очередного сборника рассказов Kiss Kiss («Поцелуй») за Далем прочно закрепилась репутация мастера чёрного юмора. Даль второй раз получил престижную премию Эдгара По (1959). Рассказы Даля стали появляться в переводах на итальянский, голландский, французский, немецкий языки. В 1961 Даль участвовал в создании телевизионного сериала Way Out (14 эпизодов).

### Семья
В начале 1950-х Даль перебрался в Нью-Йорк и начал периодически издаваться в The New Yorker и у Кольера, он много времени проводил среди знаменитостей. На одной вечеринке в 1951 году он встретил восходящую звезду Голливуда Патрицию Нил (получившую «Оскар» в 1964 году), на которой женился в 1953 году. Впоследствии у них появилось пятеро детей — Оливия Твенти (20 апреля 1955 — 17 ноября 1962), Тео Мэттью (род. в 1960), Шанталь София «Тесса» (род. 11 апреля 1957), Офелия Магдалена (род. 12 мая 1964) и Люси Нил (род. 4 августа 1965). Внучка Даля (дочь Шанталь) — бывшая фотомодель Софи Даль.
Когда в декабре 1960 года коляску с четырёхмесячным Тео сбило нью-йоркское такси, малыш заработал гидроцефалию, в результате чего его отец принял участие в разработке WDT-клапана, устройства, облегчающего болезненные состояния.
В ноябре 1962 года от коревого энцефалита умерла дочь Оливия, после чего Даль стал сторонником иммунизации и посвятил умершей дочке свою книгу «БДВ, или большой и добрый великан» (1982).
В 1965 году жена перенесла аневризму сосудов головного мозга во время беременности их пятым ребёнком, Люси. Даль взял под контроль реабилитацию супруги, так что актриса смогла не только вновь ходить и говорить, но и реанимировала свою карьеру.
В 1983 году Даль и Нил развелись (о совместной жизни супругов Б. Фэррел написал книгу «Пэт и Роальд», послужившую основой кинофильма «История Патриции Нил»), и позднее в том же году Даль женился на Фелисити Д’Абро, с которой прожил до конца жизни.
Даль много писал для детей. Книгу «Джеймс и гигантский персик» (1961) Даль публиковать не собирался, однако семья уговорила его отнести рукопись в редакцию. После огромного успеха этой книги Даль продолжил писать детские книги — это бестселлеры «Чарли и шоколадная фабрика» (1964, многочисленные премии, в том числе Millennium 2000), «Чарли и огромный стеклянный лифт» (1972), «Дэнни — чемпион мира» (1975), «БДВ, или большой и добрый великан» (1982) и другие произведения, награждённые многими литературными премиями. Его мистические рассказы 1970-х отмечены третьей наградой Эдгара По (1980).

### Последние годы
В последние годы жизни Даль написал два автобиографичных романа — «Мальчик. Рассказы о детстве» (1984) и «Полёты в одиночку» (1986).
Роальд Даль умер 23 ноября 1990 года в Оксфорде (Англия) и был похоронен на кладбище церкви Св. Петра и Св. Павла по обряду викингов с любимыми предметами — бильярдными киями, бутылкой бургундского, шоколадными конфетами, карандашами.

## Благотворительность
- Роальд Даль помогал тяжело больным детям. «Чудесный детский благотворительный фонд Даля» помогает детям с неврологическими и гематологическими заболеваниями. Десятая часть от всех гонораров за все книги Даля, что издавались, издаются и будут издаваться, идёт на пополнение фонда[20] .
- Писатель жил и работал неподалёку от Лондона, в деревушке графства Бакингемшир. Теперь там расположены «Музей и Центр историй Роальда Даля»[21].

## Книги

### Циклы произведений
Клод, Собака Клода / Claud, Claud’s Dog
- Крысолов / The Ratcatcher (1953)
- Рамминс / Rummins (Рамминз; Стог сена) (1953)
- Мистер Ходди / Mr. Hoddy (1953)
- Мистер Физи / Mr. Feasey (Dog Race // Джеки, Клод и мистер Фиси; Господин Физи) (1953)
- Тайна мироздания / Ah, Sweet Mystery of Life (Сладостная тайна жизни) (1974)
- Четвёртый комод Чиппендейла / Parson’s Pleasure (Радость священнослужителя; Прогулки пастора; Как вам будет угодно, пастор!; Радости пастора; Увлечение пастора) (1958)
- Чемпион мира / The Champion of the World (Sitting Pretty // Чемпион; Чемпион браконьеров) (1959)

Чарли / Charlie
- Чарли и шоколадная фабрика / Charlie and the Chocolate Factory (Золотой билет, или Чарли и шоколадная фабрика) (1964)
- Чарли и огромный стеклянный лифт / Charlie and the Great Glass Elevator (Чарли и большой стеклянный подъёмник; Чарли и большой стеклянный фуникулёр) (1972)
- Ночная гостья / The Visitor (Остановка в пустыне; Гостья) (1965)
- Духи / Bitch (1974)
- Мой дядюшка Освальд / My Uncle Oswald (1979)

### Романы
- 1948 — Some Time Never: A Fable for Supermen
- 1975 — Дэнни — чемпион мира (Danny the Champion of the World) — история о мальчике Дэнни, который живёт вместе с отцом. Сын восхищается своим родителем, но однажды он узнаёт о нём правду: оказывается, его отец — браконьер.
- 1980 — Семейство Твит, Свинтусы (The Twits) — мистер и миссис Твит ненавидят всех и вся, включая их дрессированных обезьян. «Так дальше продолжаться не может» — решили все, и прежде всего сами обезьяны.
- 1981 — Волшебное лекарство Джорджа (George’s Marvellous Medicine) — роман о маленьком мальчике по имени Джордж, который придумывает специальное лекарство для того, чтобы излечить свою бабушку от раздражительности. С помощью этого средства начинаются удивительные приключения с людьми и животными.
- 1982 — БДВ, или большой и добрый великан (The BFG) — история единственного доброго великана из Страны Гигантов, который приносит детям приятные сны. Он вместе с красоткой Софи придумывает план, как избавить мир от злобных великанов.
- 1983 — Ведьмы (The Witches) — история о том, насколько ведьмы опасны для детей и как научиться распознавать их и бороться с ними.
 За эту книгу Роальд получил свою единственную награду в области детской литературы — Премию Коста (Costa Book Awards)[22]
- 1985 — Жирафа, и Пелли, и я (The Giraffe and the Pelly and Me)
- 1988 — Матильда (Matilda) — история исключительной девочки. Матильда любит читать и со временем раскрывает в себе сверхъестественные способности, с помощью которых решает наказать не очень умных взрослых.
- 1991 — The Minpins
- 1991 — The Vicar of Nibbleswicke
- 1993 — My Year

### Повести
- 1961 Джеймс и гигантский персик / James and the Giant Peach (Джеймс и персик-великан; Джеймс и Чудо-Персик) — занимательная история мальчика, который оказывается внутри гигантского магического персика, где знакомится с местными жителями-насекомыми.
- 1965 Ночная гостья / The Visitor (Остановка в пустыне; Гостья)
- 1966 Волшебный палец / The Magic Finger
- 1970 Изумительный мистер Лис / Fantastic Mr. Fox (Потрясающий мистер Лис; Потрясающий мистер Фокс; Фантастический мистер Фокс) — история о том, как нелегко быть соседом «Бесподобного» лиса и его хитрого семейства. Разъярённые фермеры, уставшие от постоянных нападок лиса на их курятники, готовятся уничтожить своего врага.
- 1978 Огромный крокодил / The Enormous Crocodile
- 1990 Ахап Ереч / Esio Trot

### Рассказы
- 1942 — «Сбит над Ливией» / Shot Down Over Libya
- 1943 — «Гремлины» / The Gremlins (A Royal Air Force Story)
- 1943 — «Меч» / The Sword
- 1944 — «Катина» / Katina
- 1945 — «Смерть старого человека» («Смерть старого старика») / Death of an Old Old Man
- 1945 — «Мадам Розетт» («Мадам Розетта») / Madame Rosette
- 1945 — Smoked Cheese
- 1946 — «Пустяковое дело» («Плёвое дело», «Мой первый рассказ», «Как по маслу») / A Peace of Cake
- 1946 — «Африканская история» («Рассказ африканца», «Из африканских сюжетов») / An African Story
- 1946 — «Осторожно, злая собака!» («Коварен враг заклятый», «Если бы он знал…») / Beware of the Dog
- 1946 — «Быть рядом» («Только это», «Сон — и больше ничего») / Only This
- 1946 — «Кто-то вроде тебя» («У кого что болит») / Someone Like You
- 1946 — «Они никогда не станут взрослыми» («Они не состарятся») / They Shall Not Grow Old
- 1946 — «Прекрасен был вчерашний день» («Вчера был чудный день») / Yesterday was Beautiful
- 1948 — «Пари» («Человек с юга») / Man From the South
- 1948 — «Желание» («Фантазер», «Загадай желание») / The Wish
- 1949 — «Звуковая машина» («Звук дерева», «Звуки, которые мы не слышим», «Ультразвуковая машина», «Крик дерева», «Звук дерева») / The Sound Machine
- 1951 — «Дегустатор» («Гурман», «Дегустация», «Вкус», «Пари») / Taste
- 1952 — «Отчаянный прыжок» («Концы в воду», «Ва-банк», «Прыжок в глубину») / Dip in the Pool
- 1952 — «Кожа» / Skin
- 1953 — «Эдвард-Завоеватель» («Эдвард-победитель», «Победа») / Edward the Conqueror
- 1953 — «Скачущий Фоксли» («Скакун Фоксли», «Фоксли-Скакун») / Galloping Foxley
- 1953 — «Агнец на заклание» («Заклание», «Загадочное убийство», «Убийство Патрика Мэлони», «Баранина к ужину», «Нога молодого барашка», «Баранья ножка», «Баранья нога») / Lamb to the Slaughter
- 1953 — «Мистер Физи» («Господин Физи», «Джеки, Клод и мистер Фиси») / Mr. Feasey (Dog Race)
- 1953 — «Мистер Ходди» / Mr. Hoddy
- 1953 — «Моя любимая, голубка моя» / My Lady Love, My Dove
- 1953 — «Шея» / Neck
- 1953 — «Nunc Dimittis» («Портрет», «Отпущение грехов») / Nunc Dimittis (The Devious Bachelor; A Connoisseur’s Revenge)
- 1953 — «Яд» («Змея») / Poison
- 1953 — «Рамминс» («Рамминз», «Стог сена») / Rummins
- 1953 — «Автоматический сочинитель» («Чудесный грамматизатор», «Чудесный автоматический грамматизатор», «Автомат для бестселлеров», «Литературное светило», «Месть злейшим врагам») / The Great Automatic Grammatisator
- 1953 — «Крысолов» / The Ratcatcher
- 1953 — «Солдат» / The Soldier
- 1954 — «Дорога в рай» («Дорога в небеса», «Пришлите монтёра», «Путь на небеса») / The Way Up to Heaven (Going Up)
- 1958 — «Четвёртый комод Чиппендейла» («Радость священнослужителя», «Прогулки пастора», «Как вам будет угодно, пастор!», «Радости пастора», «Увлечение пастора») / Parson’s Pleasure
- 1959 — «Рождение катастрофы» («Генезис и катастрофа», «Происхождение и катастрофа», «Генезис катастрофы», «Предыстория катастрофы», «Бытие и катастрофа (Правдивая история)» / Genesis and Catastrophe
- 1959 — «Бедолага Джордж» («Джордж-Горемыка», «Рыбка Джорджи», «Джорджи-Порджи, женолюб») / Georgy Porgy
- 1959 — «Миссис Биксби и полковничья шуба» («Миссис Биксби и подарок полковника», «Миссис Биксби») / Mrs. Bixby and the Colonel’s Coat
- 1959 — «Свинья» (Свиньи) / Pig
- 1959 — «Маточное молочко» («Целебное снадобье», "Лакомый кусочек, «Маточное желе») / Royal Jelly
- 1959 — Spotty Powder
- 1959 — «Чемпион мира» («Чемпион», «Чемпион браконьеров») / The Champion of the World (Sitting Pretty)
- 1959 — «Хозяйка пансиона» («Хозяйка дома», «Хозяйка», «Сдаётся комната», «Семейный пансионат», «Семейный пансион») / The Landlady
- 1959 — «Уильям и Мэри» («Вильям и Мэри») / William and Mary
- 1966 — «Последний акт» («Последнее действие») / The Last Act
- 1967 — «Приговор»
- 1974 — «Тайна мироздания» («Сладостная тайна жизни») / Ah, Sweet Mystery of Life
- 1974 — «Духи» / Bitch
- 1974 — «Великий обмен» («Сделка», «Грандиозный обмен», «Обмен», «Ты мне, я тебе», «Великая сделка») / The Great Switcheroo
- 1974 — The Upsidedown Mice (переработанный рассказ «Smoked Cheese»)
- 1977 — «Мальчик, который говорил с животными» / The Boy Who Talked with Animals
- 1977 — «Попутчик» / The Hitch-Hiker
- 1977 — The Mildenhall Treasure
- 1977 — «Лебедь» / The Swan
- 1977 — «Чудесная история Генри Шугара» / The Wonderful Story of Henry Sugar
- 1978 — «Книготорговец» / The Bookseller
- 1980 — «Тихий уголок»
- 1980 — «Мистер Ботибол» / Mr. Botibol (На волнах мечты)
- 1980 — «Дворецкий» / The Butler
- 1980 — «Человек с зонтом» / The Umbrella Man (Зонтичник)
- 1980 — «И аз воздам инкорпорейтед» / Vengeance Is Mine Inc. (Корпорация «И аз воздам»)
- 1986 — Princess Mammalia
- 1986 — «Как я выжил» / Survival (глава из автобиографической повести «Полёты в одиночку»)
- 1986 — «Великий мышиный заговор» / The Great Mouse Plot (глава из автобиографической повести «Мальчик»)
- 1986 — The Princess and the Poacher
- 1988 — «Хирург» / The Surgeon
- 1991 — Memories with Food at Gipsy House (при участии Фелисити Даль[англ.])

### Автобиографические произведения
- 1977 — «Нечаянная удача. Как я стал писателем» / Lucky Break
- 1984 — «Мальчик. Рассказы о детстве» / Boy: Tales of Childhood
- 1986 — «Полёты в одиночку» / Going Solo
- 1996 — «Автобиография» / Autobiography

### Поэзия
- 1961 Стихотворения из книги «Джеймс и гигантский персик»
- 1982 Бандитские стихи (сборник)
- 1983 Dirty Beasts (poems)
- 1989 Rhyme Stew (poems)
- 2005 Songs and Verse (poems)
- 2005 Vile Verses (poems)

### Пьесы
- 1955 The Honeys

### Киносценарии
- 1967 — «Живешь только дважды» / You Only Live Twice
- 1968 — Chitty Chitty Bang Bang
- 1971 — «Вилли Вонка и шоколадная фабрика» / Willie Wonka and the Chocolate Factory
- 1986 — «Джеймс и гигантский персик» / James and the Giant Peach (sc)

### Статьи
- 1983 — «Предисловие» / Introduction
- 1997 — «Шоколадная революция» / The Chocolate Revolution

### Сборники
- 1946 Перехожу на приём / Over to You: 10 Stories of Flyers and Flying
- 1953 Кто-то вроде вас / Someone Like You (Дегустатор; У кого что болит)
- 1959 Хозяйка пансиона / Kiss Kiss (Поцелуй)
- 1968 Selected Stories
- 1969 Twenty-Nine Kisses from Roald Dahl
- 1974 Ночная гостья / Switch Bitch (Сука)
- 1977 Ах, эта сладкая загадка жизни! / Ah, Sweet Mystery of Life
- 1977 The Wonderful Story of Henry Sugar and Six More
- 1978 Лучшее из Роальда Даля / The Best of Roald Dahl
- 1979 Абсолютно неожиданные истории / Tales of the Unexpected [том 1]
- 1980 A Roald Dahl Selection: Nine Short Stories
- 1980 Ещё одни невероятные истории / More Tales of the Unexpected [том 2]
- 1984 Лучшее из Роальда Даля / The Best of Roald Dahl
- 1986 Two Fables
- 1987 Новые непридуманные истории / New Tales of the Unexpected

### Антологии
- 1983: Рассказы о привидениях (Roald Dahl’s Book of Ghost Stories)
- В антологию «Рассказов с неожиданным концом[англ.]» (англ. Tales Of The Unexpected), которая легла в основу одноимённого британского телесериала 1979—1988 годов, вошли произведения как самого Даля, так и других современных британских писателей.

### Прочие произведения
- 1959 Mrs. Mulligan
- 1964 In the Ruins
- 1991 Roald Dahl’s Guide to Railway Safety
- 1991 The Dahl Diary
- 1994 Roald Dahl’s Revolting Recipes
- 1995 Roald Dahl on Tape [аудиокнига]
- 1996 Roald Dahl’s Cookbook
- 2001 Even More Revolting Recipes
- 2006 The Dahlmanac

## Признание и критика
…детский бунт в книгах Даля всегда направлен против мира взрослых — неуютного для ребёнка, жестокого и лицемерного.Ольга Мяэотс, заведующая отделом детской литературы Библиотеки иностранной литературы им. Рудомино, переводчик, литературный критик
Роальд Даль умеет как никто другой поддержать в детях веру в свои силы и, не делая скидки на возраст, требует от них эти силы использовать — во имя правды, чести и добра.Ольга Мяэотс, заведующая отделом детской литературы Библиотеки иностранной литературы им. Рудомино, переводчик, литературный критик
«Ни один современный детский писатель не может сравниться с Роальдом Далем в смелости, увлекательности, грубости и веселье», — писали критики. Его сравнивали с Дудочником из Гамельна, который, как гласит легенда, увлёк своей музыкой всё детское население этого немецкого городка неизвестно куда. Зато известно, от чего он их увёл — от скуки «добропорядочной» бюргерской жизни, от мещанского лицемерия, глупости и жадности.
Он был назван «одним из величайших рассказчиков для детей XX века».
В 2003 году был составлен список «200 лучших книг по версии BBC», включивший в себя 9 книг Роальда Даля: «Джеймс и Чудо-Персик», «Чарли и шоколадная фабрика», «Изумительный мистер Лис», «Дэнни — чемпион мира», «Семейство Твит», «Лечение Джорджа Марвелуса», «БДВ, или Большой и Добрый Великан», «Ведьмы», «Матильда».
В 2008 году The Times включил Роальда Даля шестнадцатым в список «50 лучших британских писателей, начиная с 1945 года».
В честь Роальда Даля открыта Детская галерея в Букингемпширском музее.
День его рождения, 13 сентября, отмечается во всём мире как День Роальда Даля.
Имя Роальда Даля носит малая планета (6223) Даль, открытая осенью 1980 года чешским астрономом Антонином Мркосом.

### Награды и премии
- 1954 — Премия Эдгара Аллана По (Edgar Award) в номинации «Лучший рассказ» за «Кто-то вроде вас» (Someone Like You)[28].
- 1960 — Премия Эдгара Аллана По (Edgar Award) в номинации «Лучший рассказ» за «Хозяйка пансиона» (The Landlady)[28].
- 1980, совместно с Робином Чэпменом — Премия Эдгара Аллана По (Edgar Award) в номинации «Лучший эпизод ТВ сериала» — «Кожа» (Skin)[28].
- 1983 — Всемирная премия фэнтези (World Fantasy Award) «За заслуги перед жанром»[29].
- 1983 — Премия Коста в номинации «Детская литература»[22].

### Влияние на культуру
Некоторые произведения Роальда Даля стали доступны русскоязычному читателю, а его пьесы и фильмы — зрителям. В 1992 году в России был снят фильм по его рассказам под названием «Идеальная пара».

Марка, посвящённая огромному крокодилу.

#### Кинематограф
- «Русская рапсодия» и «Падающий кролик» — мультфильмы студии Warner Brothers, в которых появляются герои рассказа Р. Даля «Гремлины».
- «Вилли Вонка и шоколадная фабрика» — фильм 1971 года (США). Режиссёр — Мел Стюарт.
- «Ведьмы» — фильм 1990 года (США). Режиссёр — Николас Роуг.
- «Идеальная пара» — фильм 1992 года (Россия-Украина). Режиссёр — Александр Полынников.
- «Четыре комнаты» — фильм 1995 года (США). Режиссёры — Элисон Андерс, Александр Рокуэлл, Роберт Родригес, Квентин Тарантино. В основу одного из сюжетов положен рассказ Даля «Пари».
- «Матильда» — фильм 1996 года (США). Режиссёр — Дэнни Де Вито.
- «Джеймс и гигантский персик» — мультфильм 1996 года (США). Режиссёр — Генри Селик.
- «Чарли и шоколадная фабрика» — фильм 2005 года (США). Режиссёр — Тим Бёртон.
- «Бесподобный мистер Фокс» — кукольный мультфильм 2009 года (США, Великобритания). Режиссёр — Уэс Андерсон.
- «Ахап Ереч» Роальда Даля — британская телевизионная комедия 2015 года.
- «Большой и добрый великан» — фильм 2016 года (США). Режиссёр — Стивен Спилберг.
- «Чиппендейл» — короткометражный фильм 2015 года (Россия) — Камила Сафина (Сборник короткометражек «Новые русские»)
- «Вкус» — короткометражный фильм 2016 года (Россия) — Режиссёр — Екатерина Краснер.
- «Хулиганские сказки» — компьютерный двухсерийный короткометражный мультфильм 2016 года (Великобритания).
- «Миссис Бигсби и полковничья шуба» — короткометражный фильм 2017 года (Россия) — Алёна Куликова
- «Ведьмы» — художественный фильм 2020 года (США) по мотивам одноимённого романа. Режиссёр Роберт Земекис[31].
- «Вонка» — фильм 2023 года.
- «Чудесная история Генри Шугара» — художественный фильм по мотивам одноимённого сборника рассказов. Режиссёр — Уэс Андерсон. Съёмки картины начались в январе 2022 года[32].

## Факты
- Даль коллекционировал картины. Среди экспонатов его коллекции — произведения К. С. Малевича, Н. С. Гончаровой и других[33].
- Большую часть произведений Роальд Даль написал в своей «хижине», которую называл своим «гнёздышком». В кабинете до сих пор находится масса предметов, которые Даль любил видеть вокруг себя во время работы, такие как большой шар, свёрнутый из конфетных обёрток, любимое изогнутое кресло и разлинованные жёлтые блокноты, привозимые из США. В кабинете нет письменного стола — Даль всегда писал карандашом, положив блокнот на колени и подложив под него стопку картона[34].
- После смерти Даля его вдова Фелисити организовала конкурс на сочинение музыки к сказке «Джек и бобовое зернышко», который выиграл латвийский композитор Георг Пелецис. Сочинение прозвучало в Лондонском Королевском Альберт-холле и представляет собой ораторию для драматических актёров и симфонического оркестра. Одну из ролей исполнял Дэнни Де Вито[35].